# Pagurus prideaux
Pagurus prideaux — вид ракоподібних родини Paguridae. Поширений на мілководді біля північно-західного узбережжя Європи. Як правило, живе в симбіозі з морською анемоною Adamsia palliata.